# Festival Internazionale del Jazz di Sanremo
Il Festival Internazionale del Jazz di Sanremo è stato un festival musicale che si è svolto dal 1955 al 1966 al Casinò di Sanremo.

## Storia
Il festival si svolgeva in primavera e la durata variava da due a tre giorni. I fondatori furono i critici di jazz Arrigo Polillo e Pino Maffei.
Vi parteciparono, tra gli altri, Duke Ellington (1964), Earl Hines e il Modern Jazz Quartet (1958), Art Blakey con i Jazz Messaggers (1963), Gerry Mulligan, Thelonious Monk, il quintetto di Nunzio Rotondo (1956), e a seguire Enrico Intra, Enrico Rava, Steve Lacy, Sonny Rollins, Oscar Peterson, Stan Tracey, Ornette Coleman e Duško Gojković.
Alcune performances sono state riprese e trasmesse in diretta dalla RAI.
Dal 2004 per iniziativa di Angelo Giacobbe, con la direzione artistica del contrabbassista Dodo Goya, sono stati riproposti eventi legati al jazz, e dal 2006, anno del 50º anniversario della fondazione, si sono esibiti Enrico Rava,  Enrico Intra Trio, John Scofield, Miroslav Vitous, Franco D'Andrea, Tom Harrell, Fabrizio Bosso, Dado Moroni, Rita Marcotulli, Andy Sheppard, Maurizio Giammarco, Flavio Boltro, Antonio Faraò, Ivan Lins, Janysett McPherson feat. Mino Cinelu & Andy Narell.